# Nesonycteris fardoulisi
Nesonycteris fardoulisi är ett däggdjur i familjen flyghundar som förekommer på centra och södra Salomonöarna. Wilson & Reeder (2005) listar fyra underarter.
Artepitet i det vetenskapliga namnet hedrar zoologen Emmanuel Fardoulis från Australien som hjälpte T. F. Flannery vid studierna.
I motsats till flera andra släktmedlemmar är pälsen inte orangebrun utan brun och hanar har en mörkare päls än honor. Arten saknar även de vita tofsarna på axlarna som förekommer hos Melonycteris melanops. Vid andra tån av bakfoten finns ingen klo. Hanar större än honor vad som skiljer arten från Nesonycteris woodfordi.
Liksom hos Melonycteris melanops är ovansidan kanelbrun och undersidan mörk gråbrun. Några populationer har rosa punkter på de svarta öronen och/eller flygmembranen. Underarmarna är 55 till 61 mm långa.
Arten lever i nästan alla habitat som finns i levnadsområdet. Trädfällningar är ett potentiellt hot för flyghunden. Allmänt har den bra förmåga att anpassa sig och den listas av IUCN som nära hotad (NT).